# Władimir Szkirkow
Władimir Szkirkow (ur. 22 lipca 1955) – rosyjski pułkownik gwardii, komendant Uljanowskiej Gwardyjskiej Suworowskiej Szkoły Wojskowej
Absolwent uczelni wojskowych w Nowosybirsku i Moskwie. Kandydat nauk pedagogicznych. Uczestnik działań wojennych w Republice Afganistanu. Otrzymał Order Czerwonego Sztandaru, Order Czerwonej Gwiazdy, Order za Odwagę i Order Przyjaźni.